# Перстень обладателя Кубка Стэнли
Перстень обладателя Ку́бка Стэ́нли (англ. Stanley Cup ring) — хоккейный приз, ежегодно вручаемый игрокам, тренерам и персоналу командой-обладателем Кубка Стэнли. Обычно перстни получают все члены команды-чемпиона, а не только те, чьи имена выгравированы на Кубке Стэнли. Традиция вручать чемпионские перстни также присутствует и в других северо-американских профессиональных лигах, таких как НБА, НФЛ, МЛБ и других.

## История
Традиция награждения перстнем Кубка Стэнли появилась в 1893 году. Первыми обладателями наград стали игроки ХК «Монреаль». После этого, приз не вручался вплоть до 1927 года, когда кольцами были награждены игроки команды «Оттава Сенаторз». В 1894 году вместо кольца игрокам «Монреаля» выдали часы, а в 1915 году игрокам «Ванкувер Миллионэрис» — медальоны. Производство колец обходилось дорого для клуба. В пятидесятые годы игроки «Детройт Ред Уингз» обменяли серебряные кольца на ужин. У игроков «Торонто», в шестидесятых годах четырёхкратных обладателей Кубка Стэнли, отбирали награды и выдавали обратно, увеличивая только размер бриллианта. В 1971 году вместо колец игрокам «Монреаль Канадиенс» выдали телевизоры. С 1994 года кольца вручаются клубом ежегодно, причём не только игрокам, но и тренерам, и персоналу. Также многие клубы выдают кольца игрокам, которые выигрывали Кубок Стэнли с командой до 1994 года. Кольцо является дополнительным стимулом для тех игроков, чьи имена по регламенту не могут быть выгравированы на Кубке. За последние полвека клубы разработали свой дизайн наградных колец. Текущая их стоимость колеблется в размере от 20 до 25 тысяч долларов США.